# Problema CP fort
En física de partícules, el problema CP fort, on CP representa la combinació de les simetries d'intercanvi dels nombres quàntics de conjugació de càrrega (simetria C) i de paritat (simetria P) d'una partícula, adreça el problema de per què la teoria de la interacció forta (cromodinàmica quàntica, QCD) no trenca la simetria CP.
La simetria CP garanteix que les lleis físiques romanen iguals si hom intercanvia simultàniament una partícula per la seva antipartícula (simetria C) i amb la seva imatge especular (simetria P). En principi, la teoria de la QCD no prohibeix la violació de la simetria CP. Tanmateix, experimentalment no s'hi ha observat mai. Donat que no es coneix cap raó per la qual la interacció forta hauria de conservar la simetria CP, aquest fet constitueix un problema de "ajust fi" conegut com el "problema CP fort" i sovint considerat entre els problemes no resolts en física de partícules.

## Violació CP en la QCD
QCD no viola la simetria CP tan fàcilment com la teoria electrofeble perquè, a diferència d'aquesta darrera on els camps de gauge s'acoblen a corrents quirals construïts a partir dels camps fermiònics, els gluons de la QCD s'acoblen a corrents vectorials. Els experiments no mostren cap evidència de violació CP en la QCD. Per exemple, una violació genèrica en la interacció forta generaria un moment dipolar elèctric del neutró de l'ordre de 10−18 e·m, mentre que el límit superior experimental és aproximadament un bilió de cops inferior.
Aquest fet constitueix un problema d'ajust fi car hi ha termes naturals en el lagrangià de la QCD que trenquen la simetria CP:
{\displaystyle {\mathcal {L}}=-{\frac {1}{4}}F_{\mu \nu }F^{\mu \nu }-{\frac {n_{f}g^{2}\theta }{32\pi ^{2}}}F_{\mu \nu }{\tilde {F}}^{\mu \nu }+{\bar {\psi }}(i\gamma ^{\mu }D_{\mu }-me^{i\theta ^{\,\prime }\gamma _{5}})\psi }
Per a un angle θ i massa d'un quark (o fase θ′) no nuls, el lagrangià de la QCD viola la simetria CP. Si la fase de la massa quiral del quark θ′ pot ser reconvertida en una contribució en l'angle eficaç θ total, cal explicar per què aquest angle eficaç és extremadament petit en comptes de ser d'ordre unitat. El fet que el valor particular de l'angle hagi de ser molt proper a zero (en aquest cas) és un exemple d'un problema d'ajust fi. Si la fase θ′ és absorbida en les matrius gamma de la QCD, hom ha d'explicar per què θ és petit, però no sigui antinatural d'igualar-lo a zero.
Si com a mínim un dels quarks del model estàndard és no massiu, θ esdevindria inobservable; i.e. desapareixeria de la teoria. Tanmateix, l'evidència empírica suggereix fortament que tots els quarks són massius i, per tant, aquesta solució al problema CP fort no és bona.
Existeixen diverses propostes de solució del problema CP fort. La solució més coneguda és la teoria de Peccei–Quinn, implicant l'existència d'una nova partícula (pseudo)escalar anomenada axió.